# Gymnosarda unicolor

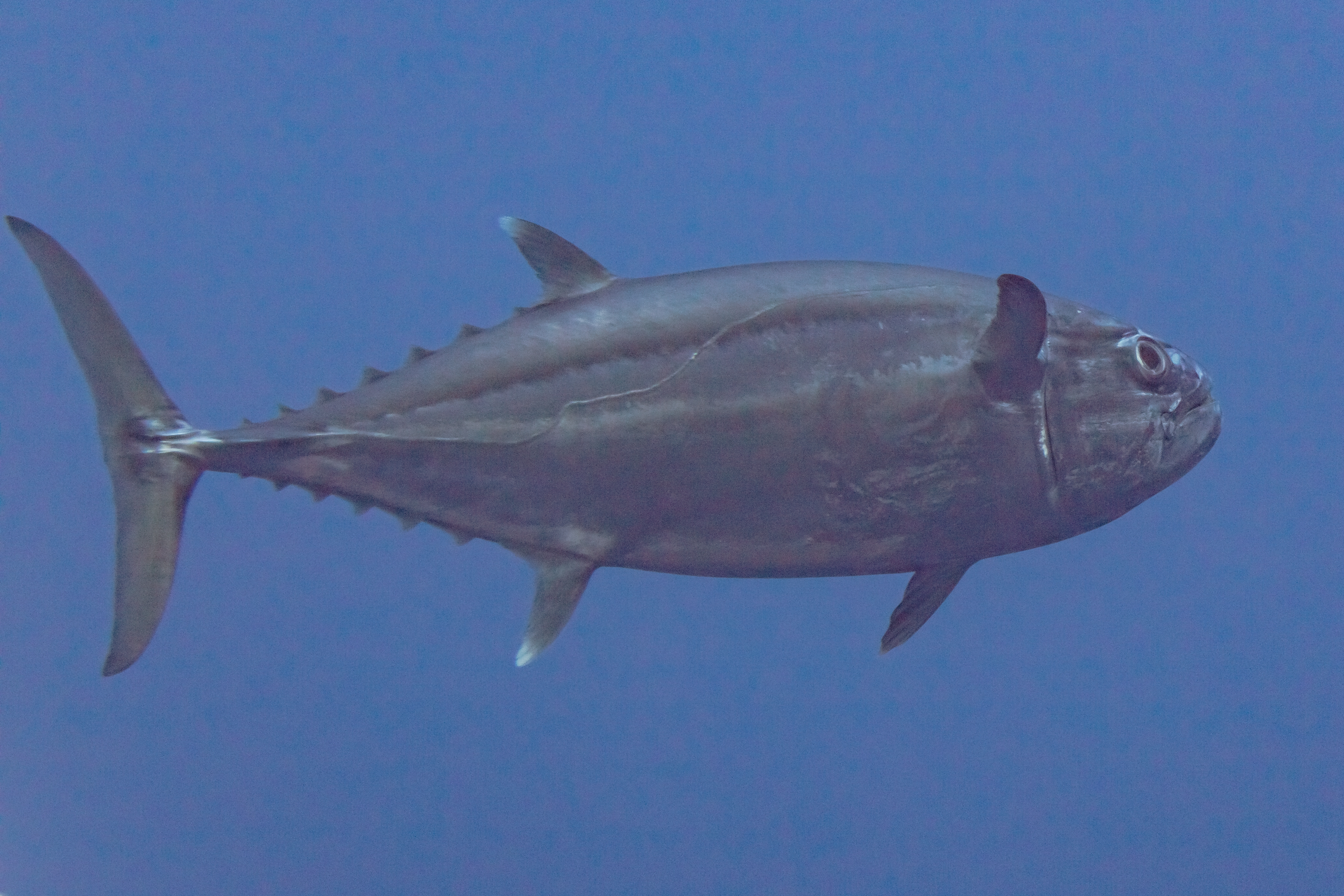
Ejemplar en el mar Rojo.

El casarte ojón (Gymnosarda unicolor) es una especie de pez perciforme de la familia Scombridae.

## Descripción
Los machos pueden llegar alcanzar los 248 cm de longitud total y los 131 kg de peso.

## Distribución
Se encuentra desde el mar Rojo y África Oriental hasta la Polinesia Francesa, Japón y Australia.